# Andrzej Czajka
Andrzej Krzysztof Czajka (ur. 10 sierpnia 1961 w Jaśle) – polski polityk, poseł na Sejm II kadencji.

## Życiorys
Ukończył w 1988 studia w rzeszowskiej filii Akademii Rolniczej w Krakowie. Był posłem na Sejm II kadencji z ramienia Konfederacji Polski Niepodległej z okręgu krośnieńskiego. W trakcie kadencji wystąpił z KPN i pozostał parlamentarzystą niezrzeszonym. Po zakończeniu pracy w parlamencie pracował w prywatnych spółkach. W 2007 został powołany na stanowisko prezesa przedsiębiorstwa Gamrat.
Wstąpił do Platformy Obywatelskiej, wchodząc w skład władz tej partii w powiecie jasielskim. Z jej rekomendacji bez powodzenia kandydował w 2004 do Parlamentu Europejskiego, w 2010 do sejmiku podkarpackiego, w 2014 i 2018 do rady powiatu jasielskiego, a w 2024 na radnego Jasła. W 2017 został wiceprzewodniczącym koła partii w Jaśle.